# 华中科技大学逸夫教学楼
华中科技大学逸夫教学楼，又称东九楼，位于华中科技大学东校区。

## 历史
于2003年11月20日开工，建设资金来自邵逸夫捐赠的600万港币（合640万人民币）和华中科技大学的1.22亿元，2004年9月1日正式交付使用，建成时是亚洲第一大教学楼。自北向南有A、B、C、D四栋，楼间有过道连接。楼东面有一孔子像，另有一湖名为马张堰，又名东九湖。